# Phil Simms
Phillip Martin "Phil" Simms (Springfield, Kentucky, 3 november 1955) is een Amerikaans voormalig Americanfootballspeler voor de New York Giants in de National Football League. Simms speelde als quarterback en won tweemaal de Super Bowl.